# 北平特科
北方政治保卫局，内部称北平特科，是中国共产党在1930年代前期建立的一个情报和政治保卫机关，主要活动地域在北平。

## 历史
1931年2月，中共顺直省委遭到严重破坏，京津大批共产党人被捕杀，安子文、周仲英、陈原道、刘亚雄等被捕。新的中共顺直省委在北平重新组建。1931年4月，受顾顺章事件波及，陈赓携妻子王根英和3岁的儿子陈知非，扮成账房先生的陈养山（对内称“王同志”），还有一个叫张麻子的“帮工”，由上海乘船去天津避难，入住天津法租界交通旅馆。杨献珍向陈赓汇报，因为中共顺直省委与罗章龙一派搞分裂的“第二省委”都被军警当局大破坏，天津已不具备重建条件，所以新的中共河北省委在北平刚刚重建。胡鄂公带着营救河北省委被捕干部的赎金从上海返回天津后，与陈赓见面。陈赓告诉胡鄂公来天津的任务是在北方建立一个与上海中央特科同一性质的地下组织，“最好是在特委和军委里工作过的同志，他们地下工作经验丰富，能最大程度发挥作用，同时减少党的损失。”陈赓通过胡鄂公找到曾任中共北平市委书记的中共顺直省委军委特派员刘国光（真名吴成方）担任北平特科负责人。吴成方希望特科建立在北平，因为他对北平的情况很熟悉，工作基础厚实。陈赓表示同意。6月20日在北平设立北方政治保卫局，内部称北平特科，直属中央特科，由周恩来领导，萧明化名萧筱文任华北政治保卫局组织部长，公开身份为北平朝阳大学教授、民国大学附中主任。秘密工作地点设在西单绒线胡同西口的春秋书店的二楼。工作模式和上海中央特科的模式完全一样，专门负责营救与复仇工作的“打狗队”的名称也和中央特科的一样。周恩来的指示:“不与党的地方组织发生联系，单独进行情报、兵运、保卫、锄奸等活动”，其任务是：
- 搞特殊的军事活动，组织北方红军
- 搞特殊的政治活动（上层统战），联合各政治派别孤立蒋介石
- 搜集敌人情报

著名人物有萧明、特科行动科长周怡、张友渔、韩子栋和潘东周。吴成方把原中共北平市委妇女支部书记张玉琴、韩桂琴（韩幽桐）发展进入特科。萧明动员曾一起反对过王明的北平市委成员赵作霖（赵梅生）、王定南（王佐宾）加入特科；还把妻子赵铃（赵师昭）以及刘继曾、冀丕扬、吴化之、朱其文、袁静等一起共过事的人发展为特科的工作关系。
吴成方了解到1931年7月21日在河北省委宣传部工作的潘文郁（潘东周、潘问友）被捕后写了《自首书》被黎天才（李渤海）保释出狱后的表现，认为有可能为党工作，找到潘文郁说：“自首叛变当然是错误的，按党章精神当然会开除党籍，但不是要消灭他本人。如果对革命做一些有益的工作，可以原谅。如果立了功，对革命事业也会算一份功劳的，也会有出路的。”潘文郁参加了北平特科工作。北京特科还通过潘文郁把黎天才也吸收进来，从而获取了华北军政当局大量情报。1934年经黎天才推荐，潘文郁出任张学良的鄂豫皖三省剿匪总司令部机要秘书，并为张学良讲解马克思主义和《资本论》，张学良尊敬地称潘文郁为“老师”；主编《匪情辞通》，把接触到的张学良司令部的军政机密情报及时报告给北京特科。
1933年初，北平特科派遣张慕陶、吴化之、武止戈等到张家口，组成“张垣特委”，协助冯玉祥共同发动抗日工作，推动察哈尔民众抗日同盟军的组建。全总华北办事处负责人饶漱石把柯庆施推荐给吴成方，吴成方介绍柯庆施代表北平特科去张家口冯玉祥处工作；柯庆施到了张家口以后，组织了中共前线委员会，即“前委”，自任书记。“前委”成立后，撤销了“特委”，改组萧明创办的旗帜鲜明抗日的报纸《抗日阵线》，更名为《老百姓报》，任命陈伯达为主编。察哈尔失败后，前委把察哈尔民众抗日同盟军失败的责任归咎到北平特科把张慕陶派到了张家口后提出“联日反蒋”政治主张。1933年10月，中共上海中央局命令北平特科领导人吴成方、萧明和刘继曾前往上海说明察哈尔民众抗日同盟军失败情况。吴成方把关系转交给柯庆施。很快，上海中央局派姚蓬子（姚文元之父）接管北平特科的领导权。姚蓬子到北平十多天还没来得及开展工作，就在去天津的路上被捕，未供出此次来北平的目的，也没出卖北京特科。北平特科的工作由周怡暂时负责。吴成方推荐季明（季步飞）来北平协助周怡开展工作。季明到北平刚与周怡联系上，也被捕并押送南京。
1934年秋冬，周怡、张玉琴被上海中央局调去工作，北京特科改由李光伟负责。1934年11月7日，国民政府军事委员会北平军分会出动了河北省党部、北平警察局、宪兵三团等党、政、军、警、宪、特力量，把北平特科成员李光伟、杨青林、刘子奇、袁国振、陈红、鲁克明、冀丕扬、贺善培、宋兰坡、陈东阜、阮慕韩、沈一平、佟子实、李雪飞、姚文秀、冀文广、龙殿林、贺林、郝任夫、李澄之、隋灵壁、王慎明（王恩华）等20余人全部逮捕。北京特科遭受了毁灭性破坏，各地党组织也遭受了沉重打击。北平特科历史至此结束。李光伟、刘子奇、杨青林、陈红、袁国振、沈一平、鲁克明被押解到南京。随后，杨青林、刘子奇在南京雨花台被枪决；刘子奇的妻子陈红在监狱分娩，产后瘐毙狱中。宪兵三团从北平特科秘密联络点中搜出的情报资料中，发现了潘文郁提供的绝密文件，蒋介石急电张学良令把潘文郁逮捕法办。蒋介石派钱大钧监刑，1935年3月3日在武汉秘密枪决潘文郁，临刑时从容镇静，面不改色。1988年5月30日，中华人民共和国民政部发出革命烈士证书，批准潘文郁为革命烈士。